# IC 3903
IC 3903 је појединачна звијезда у сазвјежђу Ловачки пси која се налази на листи објеката дубоког неба у Индекс каталогу.
Деклинација објекта је + 40° 24' 0" а ректасцензија 12h 55m 38,6s.